# 吊罗山萝芙木
吊罗山萝芙木（学名：Rauvolfia tiaolushanensis）是夹竹桃科萝芙木属的植物，为中国的特有植物。分布在中国大陆的海南等地，常生于山地林下，目前已由人工引种栽培。